# Tista Das
Tista Das (bengali : তিস্তা দাস ) ou Teesta Das, née le 9 mai 1978, est une militante indienne pour les droits des personnes transgenres, actrice et écrivaine de l'État indien du Bengale occidental. Elle joue dans beaucoup de films en hindi et en bengali.

## Vie privée
Tista Das sait qu'elle est une fille depuis l'enfance et être considérée comme un garçon par l'école et la société la fait énormément souffrir. Son coming out auprès de sa famille se passe mal, et ils n'acceptent pas qu'elle soit une femme. Après plusieurs années à subir du harcèlement à l'université et dans la rue et une trop forte pression chez elle, elle part rejoindre l'ONG Ritwik. Là, une avocate, Santiranjan Basu, lui trouve un travail de relectrice pour un journal. Elle revient finalement en 2003 dans sa famille, lorsque ces derniers acceptent enfin son identité de genre.
Un an plus tard, Tista Das effectue une opération de réassignation sexuelle, payée grâce à l'aide de ses parents. L'opération a lieu le 9 mai 2004, à la date de son anniversaire ; « J'ai insisté pour être opérée ce jour-là. Je voulais une renaissance et c'était ça. »
À la suite de cela, Tista Das fait son coming out public, ce qui est une source de nombreuses controverses et de bouleversements sociaux concernant les stéréotypes associés à la communauté trans. Son cas joue un rôle central dans le changement des idées reçues de la société indienne sur la transidentité et provoque un débat national positif dans la presse et les médias sur l'éthique du changement de sexe et les droits des personnes trans en Inde. Activiste sociale sur les questions trans, Tista Das est également une actrice de premier plan avec une série d'apparitions dans des films et des feuilletons télévisés à son actif. Tista Das est considérée par beaucoup comme une icône d'autonomisation et de choix pour la communauté trans en Inde. Bien qu'elle n'ait pas été admise à l'Université Rabindra Bharati, elle obtient son diplôme par correspondance au Bethune College de l'Université de Calcutta 
En 2019, Tista Das se marie à Dipan Chakraborty, un homme trans, ce qui fait d'eux le premier couple transgenre marié du Bengale occidental.

## Carrière
Tista Das est une actrice et conseillère communautaire de profession et a plusieurs films et divers rôles et apparitions à la télévision à son actif. Elle a également travaillé comme assistante de recherche à Calcutta pour Rooprekha Chowdhury, un boursier de l'Université de Californie à Berkeley, dans le cadre d'un projet de recherche sur le style de vie des personnes trans et leur acceptation dans la société.
Elle joue dans le documentaire I Couldn't Be Your Son, Mom de Sohini Dasgupta. « C'est l'histoire d'une jeune personne courageuse qui nie la vie qui lui a été donnée », explique Buddhadeb Dasgupta qui a produit le documentaire de 20 minutes réalisé par Sohini Dasgupta. Tita Das  joue un rôle dans le film de 45 minutes de Subrata Dutta, The Third Gender? qui a été projeté au festival du film de Bulgarie en 2006. Elle joue également le rôle principal dans Beyond Reflections, un film sur sa vie réalisé par Umesh Bist. Tista Das se retrouve aussi aux côtés de June Maliah dans le long métrage Ebong Fera de Shankho Ghosh et le téléfilm Naari où elle joue une étudiante. Elle est sélectionnée pour jouer dans l'une des séries Sahityer Sera Somoy d' Akash Bangla.
Tista Das se prépare aussi un livre sur sa vie, qu'elle appellera Shudhu Hridoyer Jonyo. En 2014, elle joue le rôle d'héroïne dans un court métrage de 48 minutes intitulé Arekti Jiboner Golpo, basé sur l'histoire vraie d'une femme trans bengali après une opération de réassignation sexuelle. Le film est un hommage au cinéaste Rituparno Ghosh. Elle réalise deux films en bengali où elle joue le personnage principal. Dans le docu-métrage de Hrisikesh Mondal, Achena Bondhutto, Tista Das joue le rôle d'une conseillère psychologique. Son rôle parle du combat qu'il faut mener pour se faire accepter et convaincre les gens que la communauté transgenre a bien plus à faire que faire du bruit et dénoncer les infractions. Le thème musical du film est chanté par des chanteurs de rock bengalis de premier plan comme Rupam Islam de Fossils, Sidhu de Cactus et Surojit Chatterjee de Bhoomi - qui ont tous soutenu le projet.
Dans l'autre film Punorbasan, Tista Das joue le rôle principal d'une fille intersexe d'une famille jamindar dans Sobha Bazar. Elle apparait en tant que peintre qui tombe amoureuse d'un réalisateur de documentaires venu de Mumbai. C'est le premier film d'un journaliste, Jishnudeep Barman, qui est vraiment heureux et satisfait de faire de Tista Das l'héroïne de l'histoire.
Ayant reçu des réponses positives de certaines des compagnies théâtrales les plus connues de Calcutta, Tista Das été censée rejoindre Pancham Baidik de Shaonli Mitra. Mais elle est finalement rejetée à cause de sa libre expression de genre dans les médias. Finalement, elle rejoint le groupe de théâtre intime non conventionnel Bivaban Theatre Academy. Au fil du temps, elle est invitée à participer à de nombreuses pièces de théâtre dans de nombreux groupes de Kolkata.

## Filmographie
- Documentaire –  I could not be your son, mom (2002)
- Court métrage - Ebong Fera (2004)
- Téléfilm – Naari (2004)
- Court métrage - The Third Gender? (2006)
- Documentaire Beyond Reflections (2009)
- Court-métrage Rupantar, (2012)
- Documentaire - Maa  I Exist Beyond X&Y (2013)
- Court métrage - Arekti Jiboner Golpo / Story Of Another Life (2013)
- Long métrage - Achena Bondhutto, (2014)

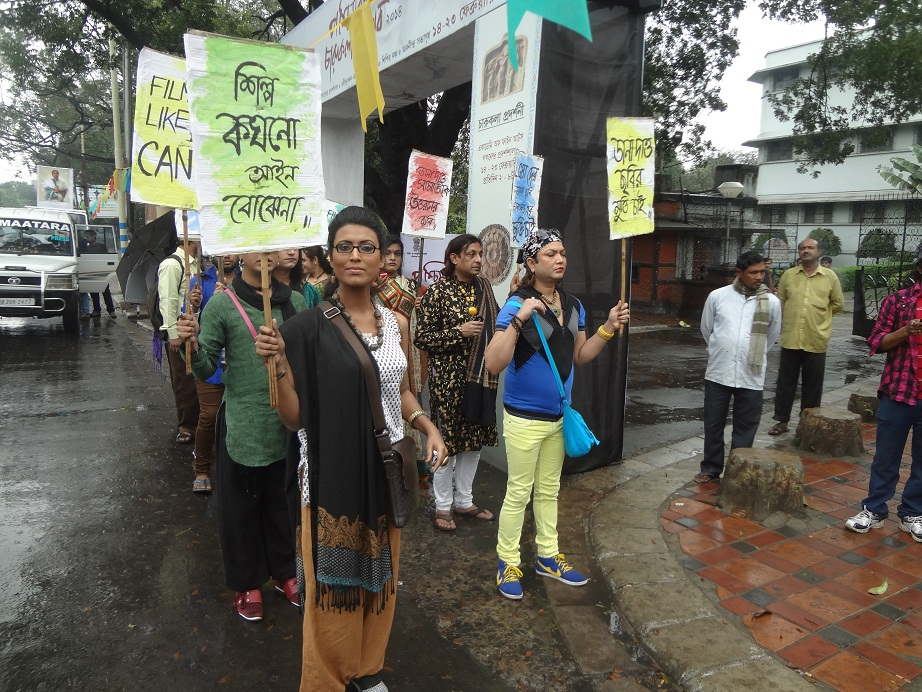

- Long métrage - Punarbasan, (2014)